# 스튜어트 차노
스튜어트 차노(Stuart Charno, 1956년 9월 29일 ~ )는 미국의 배우이다.
퀸스에서 태어났다.

## 작품 목록

### 영화 출연
- 13일의 금요일 2 (1981)
- 크리스틴 (1983) - 밴던버그 역
- 여성상위시대 (1985)
- 나이스 보이스 (1985)
- 모던 걸즈 (1986, Modern Girls)
- 슬립워커스 (1992)
- 에이리언 헌터 (2003)
- 제이슨이었던 이름의 남자: 13일의 금요일 30년 (2009, His Name Was Jason: 30 Years of Friday the 13th) - 본인 (텔레비전 다큐멘터리)
- 호러윈 (2011, Horrorween)

### 텔레비전 출연
- 시카고 메디컬 (1996-97)

### 텔레비전 각본
- 스타 트렉: 더 넥스트 제너레이션 (1991-92)